# Song Ningzong
Song Ningzong (zijn persoonlijke naam was Zhao Kuo) (1168 - 1224) was keizer van de Chinese Song-dynastie (960-1279). Hij regeerde van 1194 tot 1224.
Ningzong was bevriend met de hofschilder Ma Yuan. Veel van diens werken zijn voorzien van een gekalligrafeerd gedicht van Ningzong.

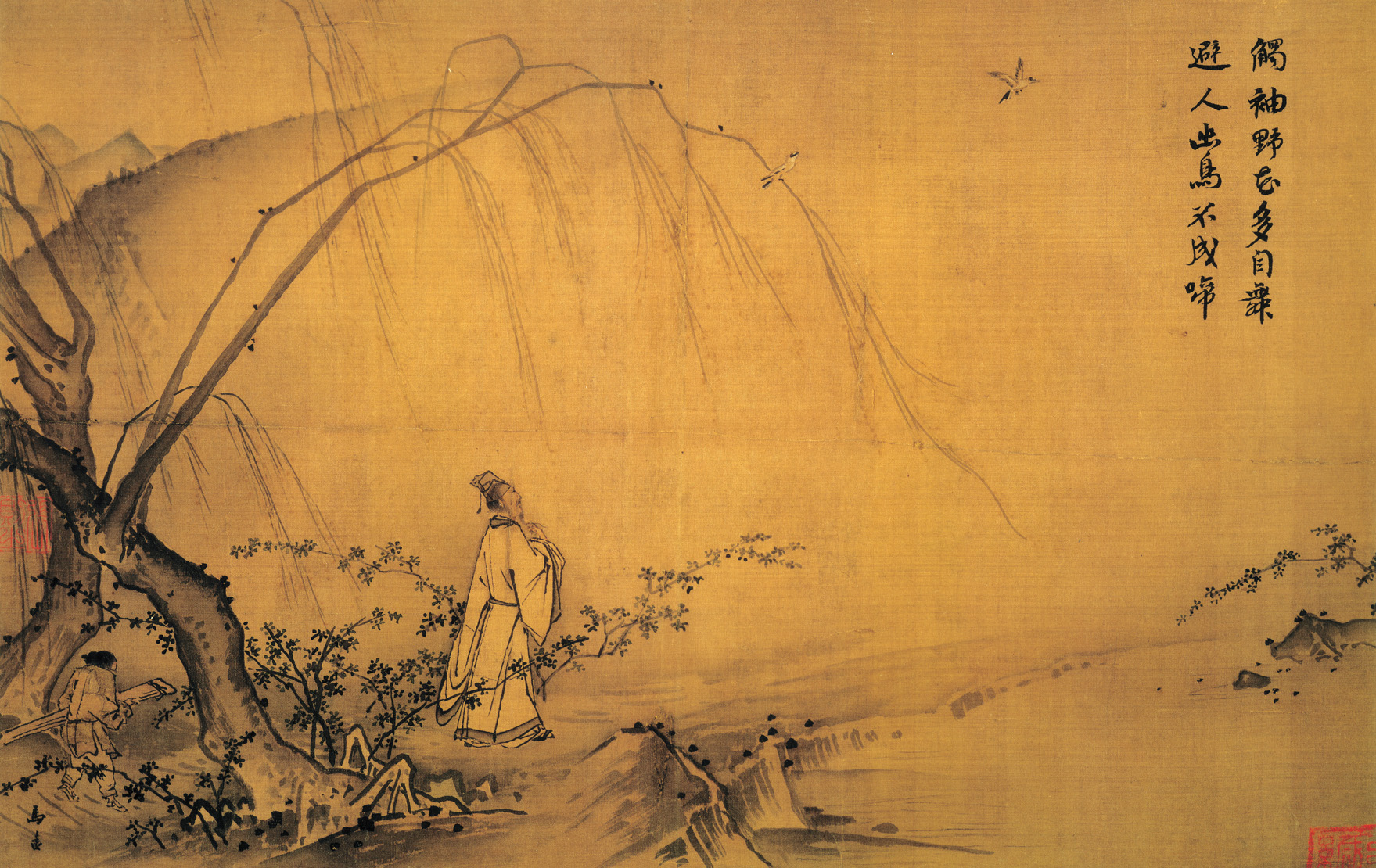
Lopen op een bergpad in de lente; albumblad door Ma Yuan met een gedicht van Song Ningzong